# Oriental Metal Compilation
L'Oriental Metal Compilation è una compilation del 2012 della Century Media Records con gruppi e canzoni scelti dal cantante del gruppo israeliano Oriental metal Orphaned Land Kobi Farhi, la raccolta comprende alcuni gruppi Oriental metal e gruppi esordienti del Medio Oriente e gruppi influenzati dalla musica orientale come gli statunitensi Nile e i tunisini Myrath.

## Tracce
1. Orphaned Land - "Sapari" (da The Never Ending Way of ORwarriOR) – 4:03
2. Amaseffer – "Slaves for Life" (da Exodus: Slaves For Life) – 4:43
3. Arkan - "Deus Vult" (da Salam) - 4:58
4. Pentagram - "Lions in a Cage" (da Unspoken) - 6:13
5. Myrath – "Merciless Times" (da Tales of the Sands) - 3:25
6. Almana Shchora - "Elohim" (da Phantom Pain) - 3:53
7. Nervecell - "The Taste of Betrayal" (da Psychogenocide) - 3:39
8. Khalas - "Haz El Adala Mayel" (da Teaser Womex) - 2:47
9. Nile – "Kafir![2]" (da Those Whom the Gods Detest) - 6:50
10. Melechesh - "Grand Gathas of Baal Sin" (da The Epigenesis) - 5:54
11. Sand Aura - "Fontains of Muses" (da Hava Nagila) - 3:32